# VI SS Korps
Het VIe SS-Legerkorps (Letse) (Duits: VI. Waffen-Armeekorps der SS (lettisches)) was een Duits legerkorps van de Waffen-SS tijdens de Tweede Wereldoorlog.

## Krijgsgeschiedenis

### Oprichting
Op 8 oktober 1943 werd het korps opgericht als het VI SS Vrijwilliger Legerkorps (Letse) (Duits: VI. SS-Freiwilligen-Armeekorps (lettisches)).  Het ontbonden hoofdkwartier van het IV SS Pantserkorps vormde het nieuwe hoofdkwartier en SS-Obergruppenführer Karl Pfeffer-Wildenbruch kreeg het bevel. Hij begon met de training van het korps, dat voorlopig een gebrek had aan zware wapens.  Het was de bedoeling dat het korps twee Letse Waffen-SS divisies zou omvatten, waarbij de tweede divisie nog moesten worden opgericht.
In januari 1944 begon het Rode Leger met het Leningrad-Novgorod offensief. De Sovjetlegers braken het Beleg van Leningrad en dwongen Legergroep Noord tot de terugtocht. Begin maart 1944 stabiliseerde het front zich achter de Pantherlinie. Deze verdedigingslinie vormde een min of meer rechte lijn van Narwa naar Vitebsk, maar was op vele plaatsen nog in opbouw.  Het VI SS Vrijwilliger Legerkorps (Letse) vormde deel van het 18e Leger en kreeg de verantwoordelijkheid over een sector ten zuiden van het Peipusmeer. Het korps omvatte de gedecimeerde 15e Waffen-Grenadiersdivisie der SS (Letse nr1) en de pas opgerichte 19e Waffen-Grenadiersdivisie der SS (Letse nr2).  ok de gehavende 21e Luftwaffedivisie vormde een deel van het korps. De drie divisies van het nieuwe korps waren ver beneden hun normale sterkte. De 15e Waffen-Grenadiersdivisie der SS had zware verliezen geleden bij de gevechten rond Leningrad, waarbij ze tijdens de terugtocht alle zware wapens hadden achtergelaten. De 19e Waffen-Grenadiersdivisie der SS, die was gevormd uit de 2e Letse SS-brigade, had nauwelijks de sterkte van een regiment. Om de verliezen aan te vullen, kondigde Duitsland de dienstplicht af in Letland en veranderde de naam in VI SS-Legerkorps (Letse).
Het VI SS-Legerkorps verdedigde een frontlijn van ongeveer 30 kilometer op de westelijke oever van de Velikaja. In dit gebied bestond de Pantherlinie slechts uit een ondiepe linie van loopgraven en onafgewerkte bunkers. Bovendien lagen de heuvels op de oostelijke oever van de rivier hoger zodat de Sovjets een duidelijk overzicht van de Letse posities hadden. Toen de Sovjets de rivier probeerden over te steken, kwam het tot hevige gevechten. De Letse eenheden wierpen alles in de strijd om de bruggenhoofden te vernietigen en de Sovjets terug over de rivier te drijven. Het VI SS-Legerkorps beschikte over onvoldoende tanks, artillerie en gemechaniseerde kanonnen om de Sovjets te verdrijven. In deze infanteriegevechten leden de Sovjets en Letten zware verliezen, maar de Sovjets konden deze verliezen sneller aanvullen.
In april 1944 schortte SS-Obergruppenführer Pfeffer-Wildenbruch de aanvallen op. De Sovjets behielden enkele bruggenhoofden op de westelijke oever en het front werd rustig. Vanuit Letland arriveerden de eerste lichting dienstplichtigen. Deze nieuwe recruten hadden een basistraining van slechts vier weken gekregen voor ze naar het front werden gestuurd.

### Zomer 1944
Op 22 juni 1944 ging Operatie Bagration van start. Na de vernietiging van Legergroep Centrum was de zuidelijke flank van Legergroep Noord ongedekt. Op 5 juli 1944 begon het 1e Baltische Front met het Šiauliai-offensief.  rie legers vielen aan in de richting van Šiauliai en Kaunas met de bedoeling Legergroep Noord in Letland te omsingelen. Het Duitse opperbevel gaf Legergroep Noord toestemming om zich terug te trekken. Op 9 juli 1944 begonnen de Duitsers met de terugtrekking van het VI SS-Legerkorps. Ze begonnen met de verplaatsing van de voorraden, verbindingen werden ontmanteld en alle eenheden, die zich niet aan het front bevonden, trokken zich terug.  Tijdens deze operatie viel op 10 juli 1944 het 2e Baltische Front de stellingen van het VI SS-Korps aan. Het 10e Gardeleger voerde een zogenaamde verkenning in sterkte uit. Verscheidene bataljons vielen de Duitse posities aan.  Door deze aanvallen ontdekten de Sovjets de positie van de Duitse kanonnen. Ook lokaliseerden de aanvallers de aanwezigheid van eventuele Duitse reserves. Op het einde van de dag hadden de Duitsers bijna alle beschikbare munitie verbruikt. Alle opslagplaatsen waren de vorige dag ontruimd. Op 11 juli 1944 ging het 2e Baltische Front op volle sterkte in de aanval. Ze concentreerden hun aanvallen op de scheiding tussen de beide SS-divisies, waar ze de vorige dag een zwakke plek in de Duitse linies hadden ontdekt. Het 10e Gardeleger brak door de verdediging en de Sovjets wierpen hun tankbrigades in de strijd om de bres te vergroten. Ze braken door naar de achterhoede van de 93e Infanteriedivisie, die zich terugtrok zonder het legerhoofdkwartier in te lichten. Tegen de avond was het VI SS-Legerkorps op de terugtocht, die tijdens de nacht in een vlucht ontaardde. SS-Obergruppenführer Jeckeln beschikte niet over de capaciteiten om een terugtocht te leiden en de eenheden verloren elke samenhang. Op 13 juli viel Opotscha, een strategisch verkeersknooppunt, in handen van het 2e Baltische Front. Op 16 juli werd het 32e SS-Grenadiersregiment vernietigd bij de oversteek van de Zilupe. De overlevenden staken de Letse grens over.
Het VI SS-Legerkorps kreeg de opdracht zich te hergroeperen bij Karsava. Generaal Friessner ontsloeg SS-Obergruppenführer Jeckeln en verving hem uiteindelijk door SS-Obergruppenführer Walter Krüger, die de verspreide eenheden van het korps begon te hergroeperen. De 93e Infanteriedivisie ontbond een regiment en verdeelde de  manschappen over twee Kampfgruppe. De 15e Waffen-Grenadiersdivisie der SS kreeg bevel alle overgebleven gevechtseenheden, voertuigen en artillerie over te dragen aan de 19e Waffen-Grenadiersdivisie der SS, die tijdens de terugtocht minder verliezen had geleden. Het resterende kader van de 15e Waffen-Grenadiersdivisie der SS werd naar het trainingskamp Neuhammer verplaatst, waar ze opnieuw zouden worden uitgerust tot een volwaardige divisie.
Ondertussen bleef het front in beweging. Tussen Legergroep Noord en de restanten van Legergroep Centrum gaapte een opening in de Duitse linie. Door deze bres rukten de legers van het 1e Baltische Front op in de richting van Riga. Het Duitse 16e Leger probeerde de verbinding met het 3e Pantserleger te herstellen, maar het strekte zich uit van de Letse grens tot aan de kust. Hierdoor werd het front van het 18e Leger, waartoe het VI SS-Legerkorps behoorde, steeds langer. Meer naar het noorden stond ook de linkerflank van het 18e Leger onder druk. De Sovjets hadden de sterke verdedigingslinie bij Narva doorbroken en het 3e Baltische Front bedreigde Tartu. Het korps bevond zich in een vooruitgeschoven positie en dreigde te worden omsingeld. SS-Obergruppenführer Walter Krüger ontruimde Karsava en trok dieper Letland in. Op 27 juli veroverde het 10de Gardeleger Karsava en Rezekne.
Het korps nam een nieuwe positie in ten noorden van het Lubana meer en vormde een linie van Gulbene tot aan Cesvaine. Het VI SS-Legerkorps bestond uit de 218e Infanteriedivisie, die zich ten westen van Gulbene bevond, een Kampfgruppe van de 23e Infanteriedivisie, een Kampfgruppe van de 126e Infanteriedivisie en de 19e Waffen-Grenadiersdivisie der SS, die nauwelijks de sterkte van een regiment had. Het korps beschikte slechts over enkele batterijen en de voorraden waren laag. Het 10e Gardeleger probeerde langs de rechterflank te glippen, maar een gevechtsgroep, bestaande uit delen van de 83e Infanteriedivisie en Letse Waffen-SS’ers, hield stand bij Cesvaine. De Sovjets trokken verder naar Madona, maar ook daar slaagden ze er niet in de linie te overvleugelen. Uiteindelijk staakte generaal Jeremenko de aanvallen, want de Sovjets kregen een gebrek aan munitie en brandstof. Hun verbindingslijnen waren te lang geworden. Door de voortdurende druk van het 10e Gardeleger was het korps er niet in geslaagd om steun te geven aan de andere bedreigde sectoren.
Op 12 augustus 1944 voegde generaal Herbert Loch de restanten van het 50e Korps en het 10e Korps samen met het 6e SS-Legerkorps samen tot Armeegruppe Wegener. De Armeegruppe moest  de rechterflank van het 18de leger verdedigen tijdens de terugtocht van de rest van het leger. Het hoofdkwartier van het VI SS-Legerkorps werd tijdelijk naar Riga verplaatst. Op 24 september 1944 sneuvelde generaal Wilhelm Wegener bij een luchtaanval op het hoofdkwartier.

### Koerland
Op 16 oktober 1944 ontruimde Legergroep Noord de Letse hoofdstad en ze trokken zich terug naar Koerland. Het VI SS-Legerkorps vormde het centrum van het 16e Leger.  Gelegen tussen het 16e Korps en het 50e Korps verdedigde het een sector van Džūkste tot Slagune. Het gebied was bezaaid met bossen, moerassen en ondiepe meren.  Geholpen door Letse burgers begonnen de divisies van het VI SS-Legerkorps zich in te graven. Het gebrek aan zware wapens werd gedeeltelijk gecompenseerd door de grote hoeveelheid mijnen en prikkeldraad. SS-Obergruppenführer Krüger verankerde zijn verdediging rond Džūkste. Bomen werden gekapt om een schootsveld vrij te maken, op de belangrijkste toegangswegen werden mijnen gelegd, stenen huizen werden versterkt met zandzakken en verbindingsloopgraven werden gegraven tussen de verschillende posities.
Tijdens de Eerste Slag om Koerland (15 oktober tot 22 oktober 1944) en de Tweede Slag om Koerland (27 oktober tot 25 november 1944) concentreerde het 2e Baltische Front zijn aanvallen op het 18e Leger in het westen van Koerland. Ze probeerden Liepāja, de belangrijkste haven, en Saldus, gelegen in het centrum van het schiereiland, te veroveren. De Duitse eenheden sloegen de aanval af.  De Tweede Slag om Koerland eindigde officieel op 25 november, maar het front werd nooit rustig. De Sovjets bleven voortdurend aanvallen op bataljons- en regimentsniveau uitvoeren om de Duitse verdedigers uit te putten. Het VI SS-Legerkorps werd ongemoeid gelaten, maar ze moesten wel enkele eenheden afstaan om de bedreigde sectoren te ondersteunen.
Op 22 december 1944 begon de Derde Slag om Koerland. Langs het hele front beschoten de Sovjets de Duitse stellingen.  Het 3e Stoottroepenleger en het 4e Stoottroepenleger vielen Saldus aan.  Het 10e Gardelegger en het 42e Leger vielen Džūkste aan. De linie van het VI SS-Legerkorps kwam onder druk te staan. Het korps bestond uit de 19e Waffen-Grenadiersdivisie der SS, de 93e Infanteriedivisie en de 21e Luftwaffe-velddivisie. De bataljons van de 93e Infanteriedivisie telden niet meer dan 500 soldaten en sommige compagnieën werden geleid door sergeanten in plaats van kapiteins. De Luftwaffe divisie beschikte slechts over twee batterijen van zes 10cm-kanonnen. In dit stadium van de oorlog waren alle eenheden ver beneden hun normale sterkte.  De Letse Waffen-SS was nauwelijks sterker dan een regiment, maar ze vochten op eigen bodem. De Sovjets concentreerden hun aanvallen op Džūkste, maar de Duitsers hielden stand. Aanval en tegenaanval wisselde elkaar af. Meerdere keren per dag werden de dorpjes veroverd en heroverd. Na drie dagen van zware gevechten was het front verbrokkeld. Een compagnie van Letse Waffen-SS’ers werd omsingeld in Dirbas, maar tijdens de nacht wisten ze te ontsnappen. Het koppige verzet van de verdedigers remde de Sovjet aanval af en de Duitsers voerden versterkingen aan. De 227e Infanteriedivisie versterkte de linie ten westen van Džūkste. Gevechtsgroepen van de 4e Pantserdivisie en de 12e Pantserdivisie versterkten het VI SS-Legerkorps. De tegenaanval van Kampfgruppe Bodenhausen op 27 december eindigde in een nederlaag. Er was geen coördinatie tussen de tanks en de infanterie. Ook de infanteristen van de 227e Infanteriedivisie waren te vermoeid om de tanks te volgen, waardoor de Sovjets de aanval afsloegen. Toen luitenant-generaal Bodenhausen zich terugtrok, kwam hij onder vuur te liggen van de Duitse kanonnen en vier tanks gingen verloren.
SS-Obergruppenführer Krüger greep in. Hij gaf het bevel over alle tanks aan luitenant-generaal Betzel, de commandant van de 4e Pantserdivisie die de vorige avond uit Berlijn was overgevlogen.  Hij liet de organisatie van de tegenaanval aan hem over. Op 31 december 1944 gingen de Duitsers in de aanval en deze keer slaagde de tegenaanval. Op het einde van de dag hadden ze alle verloren terrein terug heroverd. Een aantal opslagplaatsen van het 10e Gardeleger, die te dicht achter de frontlijn lagen, werden door de Duitsers leeggehaald. Ook vielen een tiental T-34’s onbeschadigd in hun handen. De rode ster werd overschilderd met een swastika en ze werden door de 12de pantserdivisie ingezet. Gedurende de aanval stootten ze op 130e Divisie, die bestond uit Letse soldaten van het Rode Leger.
Op 9 januari 1945 kreeg de 4e Pantserdivisie opdracht om zich terug te trekken Nadat ze haar pantserwagens had overgedragen aan de 12e Pantserdivisie werd de eenheid geëvacueerd naar Oost-Pruisen. Ook de moegestreden 227e Infanteriedivisie werd geëvacueerd uit Koerland. Als vervanging kreeg het VI SS-Legerkorps drie Stürmbataillons. Deze bataljons bestonden uit grondpersoneel van de Luftwaffe, dat wegens gebrek aan vliegtuigen overbodig was geworden. Na een korte basistraining werden ze aan het front ingezet. Op 24 januari 1945 begon de Vierde Slag om Koerland. Gedurende een week probeerde het 2e Baltische Front een bres in de linie van het 18e Leger te slagen. Het zwaartepunt van de aanval lag bij Priekule, maar de Sovjets voerden aanvallen over de gehele lengte van het front om de Duitse reserves te binden. De aanvallers leden zware verliezen en ze boekten nauwelijks terreinwinst.  Na de slag werd de 93e Infanteriedivisie naar Duitsland teruggetrokken en ze werd vervangen door de 24e Infanteriedivisie, die een langere frontsector moest verdedigen. Op papier telde het korps twee divisies, maar in werkelijkheid beschikte SS-Obergruppenführer Krüger slechts over 5.000 soldaten.
Op 20 februari 1945 begon de Vijfde Slag om Koerland.  Generaal A.I. Eremenko wierp 21 infanteriedivisies en 16 tankbrigades in de strijd tegen het 18e Leger.  Op 22 februari 1945 viel Priekule in handen van de Sovjets. Kolonel-generaal von Vietinghoff dirigeerde alle beschikbare reserves naar de bedreigde frontsector. Het 2e Baltische Front richtte zijn aandacht op het 16e Leger en deze keer vormde het VI SS-Legerkorps het belangrijkste doelwit. De Letse eenheden trokken zich terug, maar ze hielden stand. In Džūkste woedde een hevige strijd. Met hulp van de lokale bevolking legden de Letse Waffen-SS’ers hinderlagen, vielen afgesneden eenheden aan en bestookten de tankbrigades met pantservuisten. Kolonel-generaal von Vietinghoff onttrok enkele gemechaniseerde eenheden aan het 18e Leger en plaatste ze onder bevel van het VI SS-Legerkorps.  Op 5 maart 1945 arriveerde de 12e Pantserdivisie. De volgende dag verscheen ook Panzerbrigade Kurland aan het front. De Hetzers van de pantserbrigade richtten de slachting aan onder de aanvallende T-34’s, maar ze konden niet verhinderen dat Džūkste op 9 maart 1945 werd veroverd. Een doorbraak dreigde, maar een plotse stijging in de temperatuur deed de sneeuw smelten en de ondergrond veranderde in een modderpoel. De aanvallers liepen vast in de moerassen en deze adempauze gaf de Duitsers kans om hun verdediging te organiseren.  p 10 maart 1945 schortte generaal A.I. Eremenko de aanvallen op. Op 18 maart ondernam het 2e Baltische Front nog een laatste poging om Saldus te veroveren, maar na twee weken hadden ze nauwelijks terreinwinst geboekt.
Op 8 mei 1945 gaf kolonel-generaal Hilpert zich over. SS-Obergruppenführer Krüger ontbond het korps en hij probeerde naar Duitsland te ontsnappen. Op 11 mei 1945 werd hij onderschept door een Sovjetpatrouille en hij pleegde zelfmoord om gevangenschap te ontlopen. De meeste soldaten van de 19e Waffen-Grenadiersdivisie der SS doken onder en ze begonnen een guerrilla-oorlog tegen de Sovjets.  Pas in 1947 gaven de laatste Letten zich over.

## Commandanten
| Rang                                                | Naam                        | Begin          | Eind         |
| --------------------------------------------------- | --------------------------- | -------------- | ------------ |
| SS-Obergruppenführer en Generaal in de Waffen-SS    | Karl Pfeffer-Wildenbruch    | 8 oktober 1943 | 11 juni 1944 |
| SS-Obergruppenführer en Generaal in de politie      | Friedrich Jeckeln           | 12 juni 1944   | 21 juli 1944 |
| SS-Gruppenführer en Generalleutnant in de Waffen-SS | Karl von Fischer-Treuenfeld | 21 juli 1944   | 25 juli 1944 |
| SS-Obergruppenführer en Generaal in de Waffen-SS    | Walter Krüger               | 25 juli 1944   | 8 mei 1945   |

## Stafchefs van het VI SS Korps
| Rang                                               | Naam              | Begin        | Eind          |
| -------------------------------------------------- | ----------------- | ------------ | ------------- |
| SS-Standartenführer der Reserve (W-SS)             | Nikolaus Heilmann |              |               |
| SS-Oberführer der Reserve (W-SS)                   | Gustav Krukenberg | 18 mei 1944  | 25 juni 1944  |
| Oberst i.G. in uniform van een SS-Standartenführer | Peter Sommer      | 16 juni 1944 | Februari 1945 |